# Stephen Tobolowsky

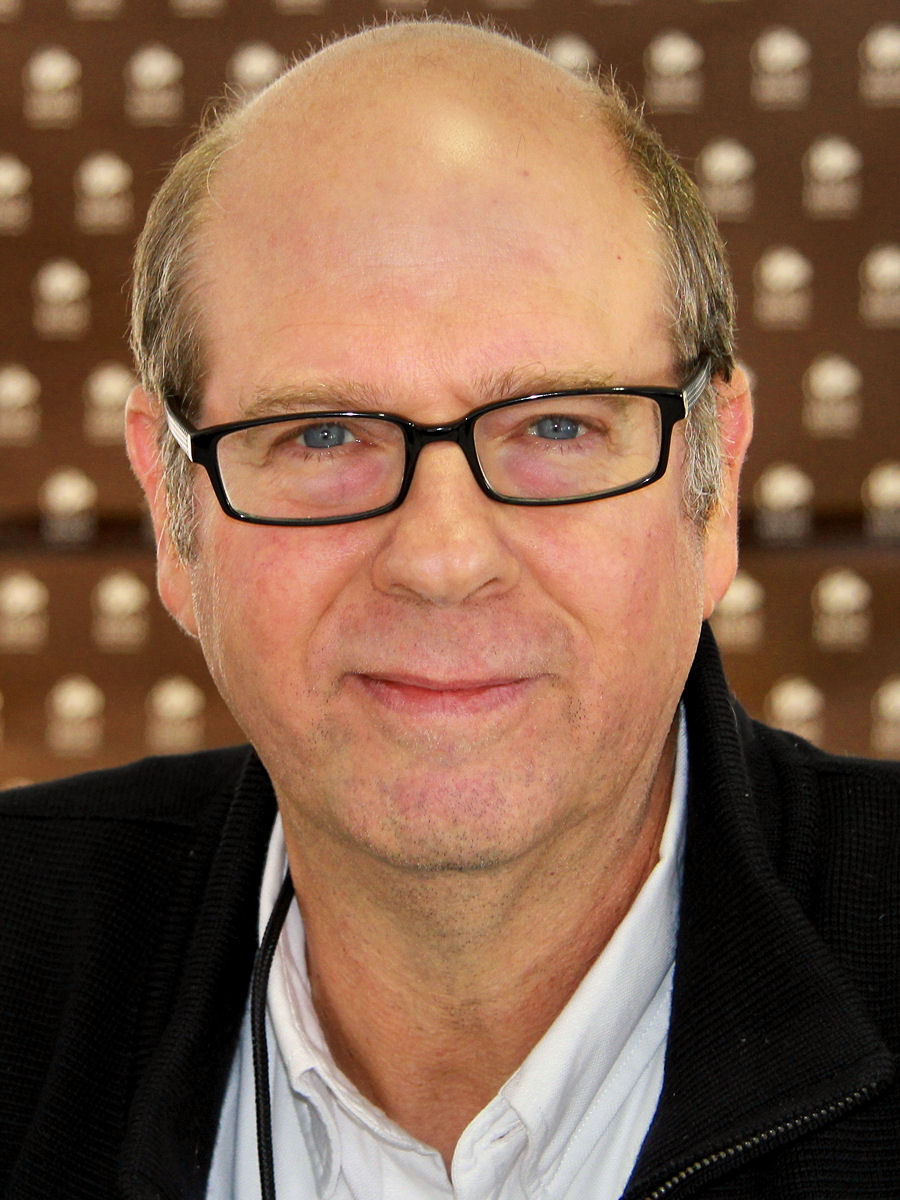
Stephen Tobolowsky 2012 beim Texas Book Festival

Stephen Harold Tobolowsky (* 30. Mai 1951 in Dallas, Texas) ist ein US-amerikanischer Schauspieler und Autor, bekannt für seine Nebenrolle des Ned Ryerson in dem Film Und täglich grüßt das Murmeltier. Zudem spielte er in neun Episoden die Rolle des Commissioner Hugo Jarry in der Fernsehserie Deadwood und in elf Folgen Bob Bishop in Heroes. Er war in der Nebenrolle des Stu Beggs in der Fernsehserie Californication zu sehen. Insgesamt hat er an über 200 Filmen mitgewirkt, damit ist er nach einer Liste von USA Today auf dem neunten Platz der am meisten in Filmen mitwirkenden Schauspieler.

## Leben und Leistungen
Tobolowsky absolvierte die University of Illinois und debütierte als Schauspieler in Theaterstücken in New York. In dem Horrorfilm Keep My Grave Open aus dem Jahr 1976 hatte er eine größere Rolle. In der Komödie Sei stark, Cassie! (1986) war er an der Seite von Rosanna Arquette, Eric Roberts und Mare Winningham zu sehen. In dem Filmdrama Grifters (1990) spielte er einen Juwelier, der die von der Betrügerin Myra Langtry (Annette Bening) angebotenen Schmuckstücke als Fälschungen enttarnt, woraufhin sie ihm ihren Körper anbietet.
In Und täglich grüßt das Murmeltier von 1993 spielte er neben Bill Murray die Nebenrolle des Versicherungsvertreters Ned Ryerson. Seine letzte Szene in diesem Film schrieb er selbst.
In dem Film Two Idiots in Hollywood (1988) übernahm Tobolowsky eine Nebenrolle, außerdem führte er Regie, schrieb anhand des eigenen Theaterstücks das Drehbuch und komponierte die Musik. Bei dem Kurzfilm A Host of Trouble (2005) mit Julie Hagerty führte er ebenfalls Regie. 2002 war er für seine Rolle in dem Theaterstück Morning’s at Seven für einen Tony Award nominiert.
Zudem wirkte er in der zweiten und dritten Staffel als Robert Bishop in der Mystery-Serie Heroes mit. In der ersten Staffel der Musical-Serie Glee war er in der Rolle des ehemaligen Glee-Club-Leiters Sandy Ryerson zu sehen. Zudem spielte er seit der vierten Staffel der Fernsehserie Californication die Rolle des Filmproduzenten Stu Baggs.
Neben der Schauspielerei arbeitet Tobolowsky seit Oktober 2009 an seinem Podcast The Tobolowsky Files, in dem er Geschichten aus seinem Leben, über die Liebe und die Unterhaltungsindustrie erzählt. Daraus entstanden das E-Book Cautionary Tales und die Geschichtensammlung The Dangerous Animals Club. 2017 erschien sein Buch My Adventures with God.
Stephen Tobolowsky ist seit 1988 mit der Schauspielerin Ann Hearn verheiratet, lebt in Studio City und hat zwei Kinder.

## Filmografie

### Schauspieler
- 1977: Keep My Grave Open
- 1983: Cocaine and Blue Eyes (Fernsehfilm)
- 1984: Swing Shift – Liebe auf Zeit (Swing Shift)
- 1984: Das Philadelphia Experiment (The Philadelphia Experiment)
- 1985: Imbiss mit Biss (Alice, Fernsehserie, Episode 9x10)
- 1985: Unter der Sonne Kaliforniens (Knots Landing, Fernsehserie, Episode 6x24)
- 1985: Falcon Crest (Fernsehserie, Episode 5x01)
- 1985: Cagney & Lacey (Fernsehserie, Episode 5x02)
- 1985: Stir Crazy (Fernsehserie, Episode 1x08)
- 1986: 227 (Fernsehserie, Episode 1x17)
- 1986: Sei stark, Cassie! (Nobody’s Fool)
- 1986: Mann muss nicht sein (Designing Women, Fernsehserie, Episode 1x06)
- 1987: Ohara (Fernsehserie, 4 Episoden)
- 1987: The Days and Nights of Molly Dodd (Fernsehserie, Episode 1x04)
- 1987: Mel Brooks’ Spaceballs (Spaceballs)
- 1988: Two Idiots in Hollywood
- 1988: Checking Out
- 1988: Mississippi Burning – Die Wurzel des Hasses (Mississippi Burning)
- 1989: Eine Frau klagt an (Roe vs. Wade, Fernsehfilm)
- 1989: Great Balls of Fire – Jerry Lee Lewis – Ein Leben für den Rock’n’Roll (Great Balls of Fire!)
- 1989: Hot Prospects (Fernsehfilm)
- 1989: Die Traumtänzer (Breaking In)
- 1989: Zurück aus der Hölle (In Country)
- 1989: L.A. Law – Staranwälte, Tricks, Prozesse (L.A. Law, Fernsehserie, Episode 4x06)
- 1990: To the Moon, Alice (Kurzfilm)
- 1990: Ein Vogel auf dem Drahtseil (Bird on a Wire)
- 1990: Last Flight Out (Fernsehfilm)
- 1990: Mirror Mirror
- 1990: Grifters (The Grifters)
- 1990: Kein Baby an Bord (Funny About Love)
- 1990: Ein Mädchen namens Dinky (Welcome Home, Roxy Carmichael)
- 1990: Lifestories (Fernsehserie, Episode 1x07)
- 1991: The Marla Hanson Story (Fernsehfilm)
- 1991: Perry Mason und der glücklose Freund (Perry Mason: The Case of the Maligned Mobster, Fernsehfilm)
- 1991: Codewort – Dragonfire (Tagget, Fernsehfilm)
- 1991: Down Home (Fernsehserie, Episode 2x01)
- 1991: Babygeflüster (Baby Talk, Fernsehserie, Episode 1x06)
- 1991: Shannons Spiel (Shannon’s Deal, Fernsehserie, Episode 2x02)
- 1991: Seinfeld (Fernsehserie, Episode 2x08 Die Herzattacke)
- 1991: Wedlock
- 1991: Thelma & Louise
- 1991: Deadly Medicine (Fernsehfilm)
- 1992: Straßenkinder (Where the Day Takes You)
- 1992: Jagd auf einen Unsichtbaren (Memoirs of an Invisible Man)
- 1992: Basic Instinct
- 1992: Asphalt-Propheten (Roadside Prophets)
- 1992: Weiblich, ledig, jung sucht … (Single White Female)
- 1992: Sneakers – Die Lautlosen (Sneakers)
- 1992: Ein ganz normaler Held (Hero)
- 1993: Und täglich grüßt das Murmeltier (Groundhog Day)
- 1993: Picket Fences – Tatort Gartenzaun (Picket Fences, Fernsehserie, Episode 1x17)
- 1993: Ehekriege (Civil Wars, Fernsehserie, Episode 2x18)
- 1993: Stage Fright – Eine Gurke erobert Hollywood (The Pickle)
- 1993: When Love Kills: The Seduction of John Hearn (Fernsehfilm)
- 1993: Calendar Girl
- 1993: Josh and S.A.M.
- 1993: Café Americain (Fernsehserie, Episode 1x10)
- 1993: Against the Grain (Fernsehserie, 8 Episoden)
- 1994: Trevor (Kurzfilm)
- 1994: Daddy Cool (My Father the Hero)
- 1994: Go West (Harts of the West, Fernsehserie, Episode 1x13)
- 1994: Radioland Murders – Wahnsinn auf Sendung (Radioland Murders)
- 1994: Blue Skies (Fernsehserie, 8 Episoden)
- 1995: A Whole New Ballgame (Fernsehserie, 2 Episoden)
- 1995: Murder in the First
- 1995: Chicago Hope – Endstation Hoffnung (Chicago Hope, Fernsehserie, 2 Episoden)
- 1995: Dr. Jekyll und Ms. Hyde (Dr. Jekyll and Ms. Hyde)
- 1995: Dweebs (Fernsehserie, 10 Episoden)
- 1996: Mama wird's schon richten (The Home Court, Fernsehserie, Episode 1x11)
- 1996: Ein tierisches Trio – Wieder unterwegs (Homeward Bound II: Lost in San Francisco, Stimme)
- 1996: Sex Radio (Power 98)
- 1996: Pretender (The Pretender, Fernsehserie, Episode 1x01)
- 1996: Glimmer Man (The Glimmer Man)
- 1996: Night Visitors (Fernsehfilm)
- 1996–1997: Mr. Rhodes (Fernsehserie, 17 Episoden)
- 1997: Boys Life 2
- 1997: The Naked Truth (Fernsehserie, Episode 2x09)
- 1997: Murder One (Fernsehserie, 3 Episoden)
- 1997: The Curse of Inferno
- 1997: Ein Wink des Himmels (Promised Land, Fernsehserie, Episode 2x03)
- 1997: Fahr zur Hölle Hollywood (An Alan Smithee Film: Burn Hollywood Burn)
- 1997: Drew Carey Show (The Drew Carey Show, Fernsehserie, Episode 3x08 Der Männerstrip)
- 1997: Mr. Magoo
- 1997–1998: Life with Louie (Fernsehserie, 2 Episoden, Stimme)
- 1998: The Closer (Fernsehserie, Episode 1x02)
- 1998: Black Dog
- 1998: Der tapfere kleine Toaster fliegt zum Mars (The Brave Little Toaster Goes to Mars, Stimme)
- 1998: Hercules (Fernsehserie, Episode 1x07 Hercules und die Zentauren, Stimme)
- 1998: Breaking Out – Gegen alle Regeln (Around the Fire)
- 1998: Das Dschungelbuch – Mowglis Abenteuer (The Jungle Book: Mowgli’s Story, Stimme)
- 1998: Susan (Suddenly Susan, Fernsehserie, Episode 3x03)
- 1998: Rache nach Plan (Vengeance Unlimited, Fernsehserie, Episode 1x03)
- 1998: The Secret Diary of Desmond Pfeiffer (Fernsehserie, Episode 1x02)
- 1998, 2000: Alabama Dreams (Any Day Now, Fernsehserie, 2 Episoden)
- 1999: Verrückt nach dir (Mad About You, Fernsehserie, Episode 7x14)
- 1999: Practice – Die Anwälte (The Practice, Fernsehserie, Episode 3x19)
- 1999: Rileys letzte Schlacht (One Man’s Hero)
- 1999: Die Rückkehr der vergessenen Freunde (Don’t Look Under the Bed, Fernsehfilm)
- 1999: Die wilden Siebziger (That ’70s Show, Fernsehserie, Episode 2x04 Laurie und der Professor)
- 1999: Insider (The Insider)
- 1999: Ein Trio zum Anbeißen (Two Guys and a Girl, Fernsehserie, Episode 3x07)
- 1999: Odd Man Out (Fernsehserie, Episode 1x07)
- 1999: Snoops – Charmant und brandgefährlich (Snoops, Fernsehserie, 3 Episoden)
- 2000: Bossa Nova
- 2000: Abgehört – Die Rache ist mein (The Operator)
- 2000: Alien Fury: Countdown to Invasion (Alien Fury: Countdown to Extinction, Fernsehfilm)
- 2000: Stanley's Gig
- 2000: Hollywood Off-Ramp (Fernsehserie, Episode 1x14)
- 2000: The Prime Gig
- 2000: Memento
- 2000: That's Life (Fernsehserie, Episode 1x02)
- 2000: Captain Buzz Lightyear – Star Command (Buzz Lightyear of Star Command, Fernsehserie, Episode 1x14, Stimme)
- 2000: Sleep Easy, Hutch Rimes
- 2000: Urban Chaos Theory (Kurzfilm)
- 2000: Manhattan, AZ (Fernsehserie, 6 Episoden)
- 2001: Bull (Fernsehserie, Episode 1x12)
- 2001: King of the Hill (Fernsehserie, Episode 5x14 Die Kakerlaken-Mami, Stimme)
- 2001: Die einsamen Schützen (The Lone Gunmen, Fernsehserie, Episode 1x06)
- 2001: Freddy Got Fingered
- 2001: Random – Nichts ist wie es scheint (On the Edge, Fernsehfilm)
- 2001: Black River (Fernsehfilm)
- 2001: Arli$$ (Fernsehserie, Episode 6x06)
- 2001: It Is What It Is
- 2001: Dead Last (Fernsehserie, Episode 1x07)
- 2001: Roswell (Fernsehserie, Episode 3x04)
- 2001: The Day the World Ended – Tod aus dem All (The Day the World Ended, Fernsehfilm)
- 2001: Off Centre (Fernsehserie, Episode 1x07)
- 2001: The Gene Pool (Fernsehfilm)
- 2002: Love Liza
- 2002: Buffy – Im Bann der Dämonen (Buffy the Vampire Slayer, Fernsehserie, Episode 1x00 unveröffentlichte Pilotfolge)
- 2002: Malcolm mittendrin (Malcolm in the Middle, Fernsehserie, Episode 3x10 Basketball-Krieg)
- 2002: Par 6
- 2002: Die Country Bears – Hier tobt der Bär (The Country Bears)
- 2002: Das Ritual – Im Bann des Bösen (Ritual)
- 2002: Criminal Intent – Verbrechen im Visier (Law & Order: Criminal Intent, Fernsehserie, Episode 2x06 Tödliche Dosis)
- 2002: Do Over – Zurück in die 80er (Do Over, Fernsehserie, Episode 1x09)
- 2002: Adaption – Der Orchideen-Dieb (Adaptation.)
- 2003: National Security
- 2003: Kingpin – Kartell des Todes (Kingpin, Miniserie, Episode 1x03)
- 2003: Lloyd im All (Lloyd in Space, Fernsehserie, Episode 4x04, Stimme)
- 2003: Flight Girls (View from the Top)
- 2003: Oliver Beene (Fernsehserie, Episode 1x07)
- 2003: Dead Zone (The Dead Zone, Fernsehserie, Episode 2x14 Der unsichtbare Tod)
- 2003: Freaky Friday – Ein voll verrückter Freitag (Freaky Friday)
- 2003: Frankie and Johnny Are Married
- 2003: Las Vegas (Fernsehserie, Episode 1x03)
- 2003: Twins (Fernsehfilm)
- 2003–2005: CSI: Miami (Fernsehserie, 5 Episoden)
- 2004: The West Wing – Im Zentrum der Macht (The West Wing, Fernsehserie, Episode 5x10 Lincolns Erben)
- 2004: Total verknallt in Tad Hamilton (Win a Date with Tad Hamilton!)
- 2004: Married to the Kellys (Fernsehserie, Episode 1x18)
- 2004: Absolut relativ (It’s All Relative, Fernsehserie, Episode 1x20)
- 2004: Immer wieder Jim (According to Jim, Fernsehserie, Episode 3x26)
- 2004: Garfield – Der Film (Garfield: The Movie)
- 2004: Die Ex-Freundinnen meines Freundes (Little Black Book)
- 2004: Debating Robert Lee
- 2004: Will & Grace (Fernsehserie, Episode 7x04 Nett zu Ned)
- 2004: Complete Savages (Fernsehserie, Episode 1x12)
- 2005: American Dragon (American Dragon: Jake Long, Fernsehserie, Episode 1x06, Stimme)
- 2005: Robots (Stimme)
- 2005: Miss Undercover 2 – Fabelhaft und bewaffnet (Miss Congeniality 2: Armed and Fabulous)
- 2005: Ein Fall für McBride: Blondes Gift (McBride: The Doctor Is Out... Really Out, Fernsehfilm)
- 2005: The Closer (Fernsehserie, Episode 1x10)
- 2005: The Importance of Blind Dating (Kurzfilm)
- 2005: Living 'til the End
- 2005: Reba (Fernsehserie, Episode 5x08)
- 2005: Lass es, Larry! (Curb Your Enthusiasm, Fernsehserie, Episode 5x07 Der Seder-Abend)
- 2005–2006: Deadwood (Fernsehserie, 9 Episoden)
- 2006: The Valley of Light (Fernsehfilm)
- 2006: The Sasquatch Gang
- 2006: Ghost Whisperer – Stimmen aus dem Jenseits (Ghost Whisperer, Fernsehserie, Episode 1x16 Gegen die Zeit)
- 2006: Night Stalker (Fernsehserie, Episode 1x09)
- 2006: Zum Ausziehen verführt (Failure to Launch)
- 2006: Love Hollywood Style
- 2006: Pope Dreams
- 2006: Desperate Housewives (Fernsehserie, Episode 2x22 Allein auf der Welt)
- 2006: Blind Dating
- 2006: American Men (Fernsehfilm)
- 2006–2007: Big Day (Fernsehserie, 5 Episoden)
- 2007: Studio 60 on the Sunset Strip (Fernsehserie, Episode 1x15)
- 2007: Boston Legal (Fernsehserie, Episode 3x16)
- 2007: Born to be Wild – Saumäßig unterwegs (Wild Hogs)
- 2007: Raines (Fernsehserie, Episode 1x04)
- 2007: Totally Baked (Totally Baked: A Pot-u-mentary)
- 2007: Boxboarders!
- 2007: Loveless in Los Angeles
- 2007: Entourage (Fernsehserie, Episode 4x04 Zehn Meter bis Beverly Hills)
- 2007: John from Cincinnati (Fernsehserie, 3 Episoden)
- 2007–2008: Heroes (Fernsehserie, 11 Episoden)
- 2008: CSI: Vegas (CSI: Crime Scene Investigation, Fernsehserie, Episode 8x16 Wer ist der Star im Schlangennest?)
- 2008: Waiting for Yvette (Kurzfilm)
- 2008: The Rainbow Tribe
- 2008: Beethovens großer Durchbruch (Beethoven’s Big Break)
- 2009: He Likes Guys
- 2009: Rita Rockt (Rita Rocks, Fernsehserie, Episode 1x17)
- 2009: The New Adventures of Old Christine (Fernsehserie, 2 Episoden)
- 2009: Die Frau des Zeitreisenden (The Time Traveler’s Wife)
- 2009: Glee: Director's Cut Pilot Episode (Fernsehfilm)
- 2009–2011: Glee (Fernsehserie, 8 Episoden)
- 2010: Buried – Lebend begraben (Buried, Stimme)
- 2010: The Sarah Silverman Program. (Fernsehserie, Episode 3x06)
- 2010: True Jackson (Fernsehserie, Episode 2x10)
- 2010: Peep World
- 2010: Hard Breakers
- 2010: Clara's Carma (Kurzfilm)
- 2010, 2019: Law & Order: Special Victims Unit (Fernsehserie, 2 Episoden)
- 2011: The Defenders (Fernsehserie, Episode 1x12)
- 2011: Küssen verboten! – Honeymoon mit Hindernissen (You May Not Kiss the Bride)
- 2011: Community (Fernsehserie, Episode 2x20 Füreinander geschaffen)
- 2011: The Last Ride
- 2011: Pound Puppies – Der Pfotenclub (Pound Puppies, Fernsehserie, Episode 1x13, Stimme)
- 2011: Magnificat (Kurzfilm)
- 2011: Hail Mary (Fernsehfilm)
- 2011–2014: Californication (Fernsehserie, 30 Episoden)
- 2012: Work It (Fernsehserie, Episode 1x02)
- 2012: Der Lorax (The Lorax, Stimme)
- 2012: IM Nowruz (Kurzfilm)
- 2012: Pearblossom Hwy
- 2012: A Little Something on the Side (Kurzfilm)
- 2012–2013: Justified (Fernsehserie, 3 Episoden)
- 2012–2015: The Mindy Project (Fernsehserie, 4 Episoden)
- 2013: The Flipside (Webserie, Episode 3x03)
- 2013: Toy Story of Terror! (Kurzfilm, Stimme)
- 2014: Die Abenteuer von Mr. Peabody & Sherman (Mr. Peabody & Sherman, Stimme)
- 2014: Friends with Better Lives (Fernsehserie, Episode 1x03)
- 2014: Next Time on Lonny (Fernsehserie, Episode 2x07)
- 2014: The Hotwives of Orlando (Fernsehserie, 7 Episoden)
- 2014: Atlas Shrugged: Part III
- 2014: The Barber
- 2014: Ledig, jung sucht... Per Mausklick ins Glück (Christian Mingle)
- 2014: Hello Ladies (Fernsehserie, eine Episode)
- 2014–2023: Die Goldbergs (The Goldbergs, Fernsehserie)
- 2015: Guys and Girls Can't Be Friends
- 2015: Big Time in Hollywood, FL (Miniserie, 8 Episoden)
- 2015: Hollywood Adventures
- 2015: Another Period (Fernsehserie, Episode 1x09)
- 2015: Dr. Ken (Fernsehserie, Episode 1x01)
- 2016: Fuller House (Fernsehserie, Episode 1x04)
- 2016: Mein fast perfekter Vater (The Confirmation)
- 2016: The Loss of Lillian (Kurzfilm)
- 2016: Welcome to the Men’s Group
- 2016: Bad Internet (Fernsehserie, Episode 1x09)
- 2016: Six LA Love Stories
- 2016: Mamaboy
- 2016: Blunt Talk (Fernsehserie, Episode 2x09)
- 2016–2017: Silicon Valley (Fernsehserie, 13 Episoden)
- 2017: Scooby-Doo! Shaggy's Showdown (Stimme)
- 2017: Shady Glen (Kurzfilm)
- 2017: Justice League Action (Fernsehserie, 8 Episoden, Stimme)
- 2017: Justice League Action Shorts (Fernsehserie, 2 Episoden, Stimme)
- 2017: White Famous (Fernsehserie, 2 Episoden)
- 2017: We Bare Bears – Bären wie wir (We Bare Bears, Fernsehserie, Episode 3x33)
- 2017–2020: One Day at a Time (Fernsehserie, 40 Episoden)
- 2017–2021: Willkommen bei den Louds (The Loud House, Webserie, 10 Episoden, Stimme)
- 2018: The Goldbergs: 1990-Something (Fernsehfilm)
- 2018: Monsters at Large
- 2018: Fifty Minutes (Kurzfilm)
- 2018: Dream Flight (Kurzfilm)
- 2018: DIY (Kurzfilm, Stimme)
- 2018: Strange Nature
- 2019: The Cool Kids (Fernsehserie, Episode 1x17)
- 2019: Live in Front of a Studio Audience: Norman Lear's 'All in the Family' and 'The Jeffersons'
- 2019: Loners
- 2019: Your Pretty Face Is Going to Hell (Fernsehserie, Episode 4x12)
- 2019: Fractured
- 2019: Das gruselige Abenteuer des Captain Underpants: Hack-O-Ween (The Spooky Tale of Captain Underpants Hack-a-Ween, Stimme)
- 2019: Grünes Ei mit Speck (Green Eggs and Ham, Fernsehserie, Episode 1x10, Stimme)
- 2019: Life’s a Bitch (Fernsehserie)
- 2019–2020: Schooled (Fernsehserie, 9 Episoden)
- 2020: ThunderCats Roar (Fernsehserie, Episode 1x05, Stimme)
- seit 2020: Dicktown (Fernsehserie, Stimme)
- 2020–2023: Archer (Fernsehserie, Stimme)
- 2021: No Activity (Fernsehserie, Episode 4x07, Stimme)
- 2022: Minx (Fernsehserie, Episode 1x02)
- 2022: Untold Genius (Fernsehserie, Episode 1x10)
- 2022: Grace and Frankie (Fernsehserie, Episode 7x11 Die furchtbare Familie)
- 2022: The Golden Years (Kurzfilm)
- 2024: Nobody Wants This (Fernsehserie)
- 2025: Freakier Friday

### Als Regisseur
- 1988: Two Idiots in Hollywood
- 2005: A Host of Trouble (Kurzfilm)
- 2012: A Little Something on the Side  (Kurzfilm)

### Als Drehbuchautor
- 1986: True Stories
- 1988: Two Idiots in Hollywood
- 2005: Stephen Tobolowsky’s Birthday Party
- 2015: The Primary Instinct